# Swift (ウェブブラウザ)
Swift（スィフト、スイフト、スウィフト）はWindows上で動作するウェブブラウザである。

## 概要
Windows用のウェブブラウザとしては初めてWebKitをレンダリングエンジンとして採用したブラウザである。AppleによるWindows版Safariの発表までは、Windowsプラットフォームにおける唯一のWebkitエンジンブラウザとして知られていた。バージョン0.4.1からはGUIツールキットとしてQtを使用し、C++で開発されている。
ただし、現在では公式サイトは繋がらなくなっており、ソフトウェアのダウンロードは出来ない。開発者ブログ（http://zimmy.co.uk/ ）でも2008年6月19日を最後にSwiftの更新が停止され、2008年11月23日にはSwift開発についての記事が破棄され、現在ではブログにもアクセスできなくなっている。

## 日本語対応
日本語のページはUTF-8でエンコードされている場合のみ表示可能で、その他のエンコードでは文字化けする。